# スピノプス
スピノプス Spinopsとは白亜紀後期のカナダに生息していた角竜類に属する恐竜の一つ。1916年に発見され、2011年に新属新種として記載された。

## 発見と命名

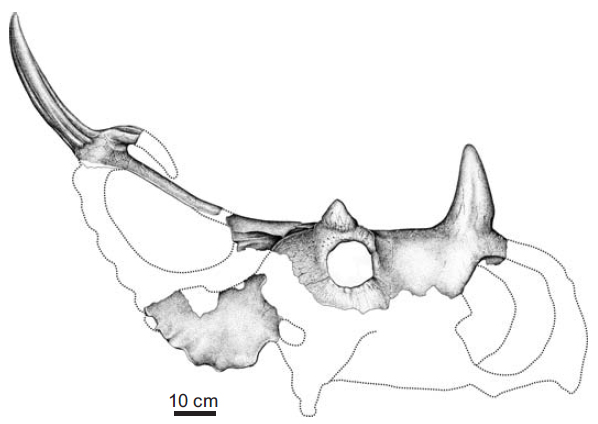
頭骨

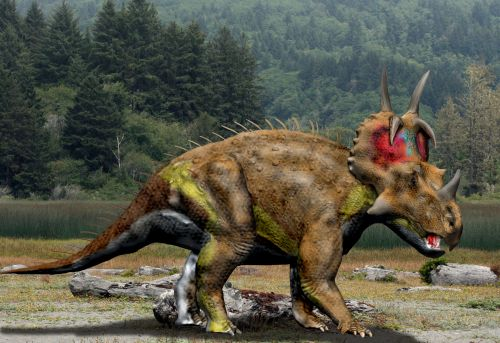
復元

スピノプスはロンドンの大英自然史博物館所蔵のホロタイプ NHMUK R16307 によって知られる。それはフリルの大部分を保存した 頭頂骨の断片である。このホロタイプの他、歯の断片、詳細不明の肋骨の破片、不完全な頭骨（NHMUK&;R16306）、背面の一部のみを残した頭骨、そして右の鱗状骨の断片（NHMUK R16309）が参照された。これらの標本はどれも関節していなかったが、全てが同一のボーンベッド内で密集していた。そのボーンベッドはダイナソーパーク累層のスティーブビル悪地の北区で発見された。
1916年に見つけられたスピノプスの化石第一号は、先述の自然史博物館に所蔵されたのだが、それから記載論文が書かれるまで一世紀近くも放置された。2011年になり、ようやく新種としてスピノプス・ステルンベルゴルムが記載された。その化石は恐らくオールドマン累層上部あるいはダイナソーパーク累層下部から採取されたものと言われている。いずれも白亜紀後期カンパニアンの地層である。
1916年、アルバータ州南部のレッドディア川近くの大きなボーンベッドからスピノプスの２つの断片的な頭骨が、アメリカのプロ化石ハンターチャールズ・ヘイゼリアス・スタンバーグ（英語版）とその息子、リーヴァイ・スタンバーグによって発見された。その化石は彼らの探検に出資した大英自然史博物館に収められた。博物館はその化石が、展示するには脆すぎると判断し、補修せずバックヤードに保管した。大英博物館の古生物学者アーサー・スミス・ウッドワードからスタンバーグ宛に送られた手紙には、スピノプスについて｢ゴミ以外の何物でもない｣（“nothing but rubbish”）と書かれた。
ボーンベッドの正確な場所はフィールド記録に乏しすぎて不明とされていたが、ロイヤル・ティレル古生物学博物館のダレン・タンケがその場所を突き止めようと試み、その目的を果たした。2011年、アンドリュー・ファルケ率いるチームによって再調査が行われ、全く新しい未知の恐竜のものであることが突き止められた。
スピノプスはアンドリュー・ファルケとマイケル・ライアン、ポール・バレット、ダレン・タンケ、デニス・ブラマン、マーク・ロウエンらによって2011年に命名された。模式種は S.sternbergorum。属名はラテン語の spina（トゲ）と古代ギリシャ語の ops（顔）で｢トゲの顔｣を意味する。顔にトゲがあることに由来する。種小名はスタンバーグ父子への献名である。